# Oscar Wassermann

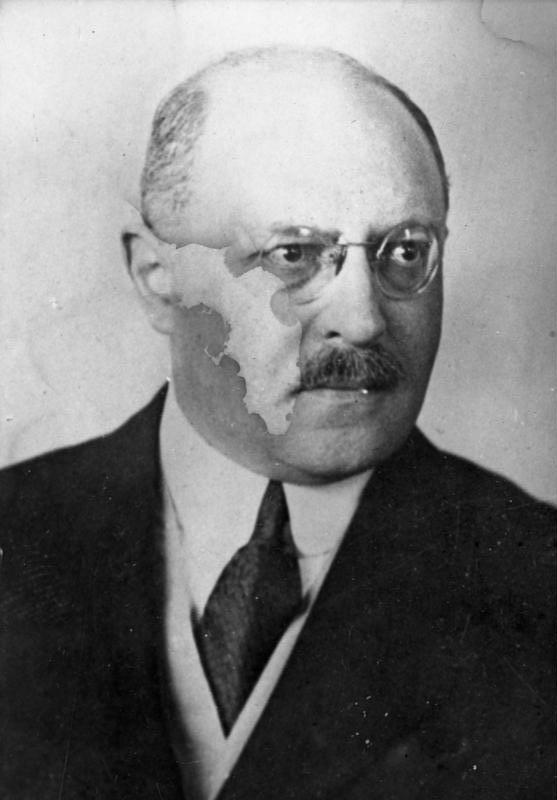
Oscar Wassermann, 1929 (beschädigte Photographie aus dem Bundesarchiv).

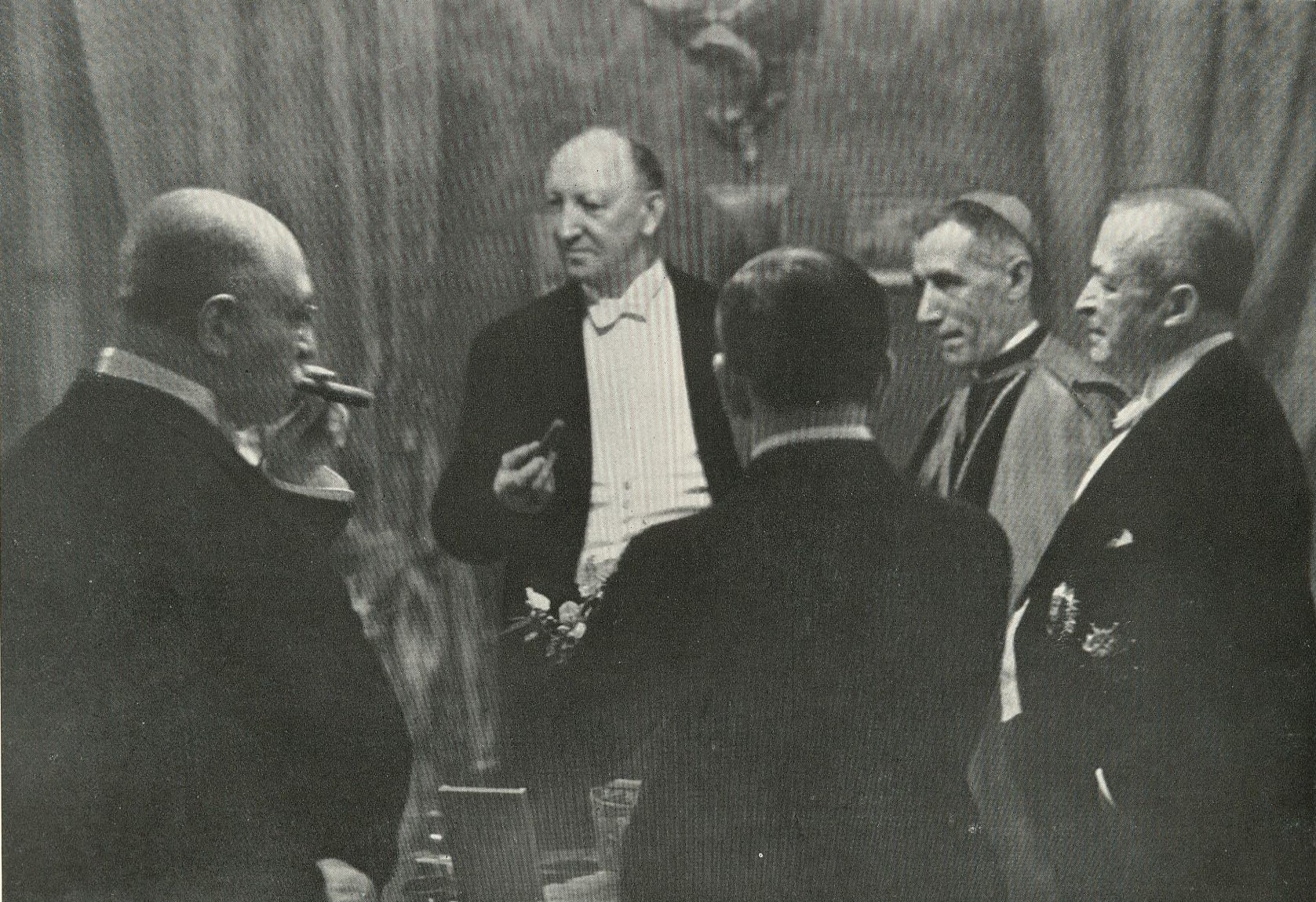
Oscar Wassermann; Hermann Rüfenacht; Cesare Orsenigo; Ismael Fuentes

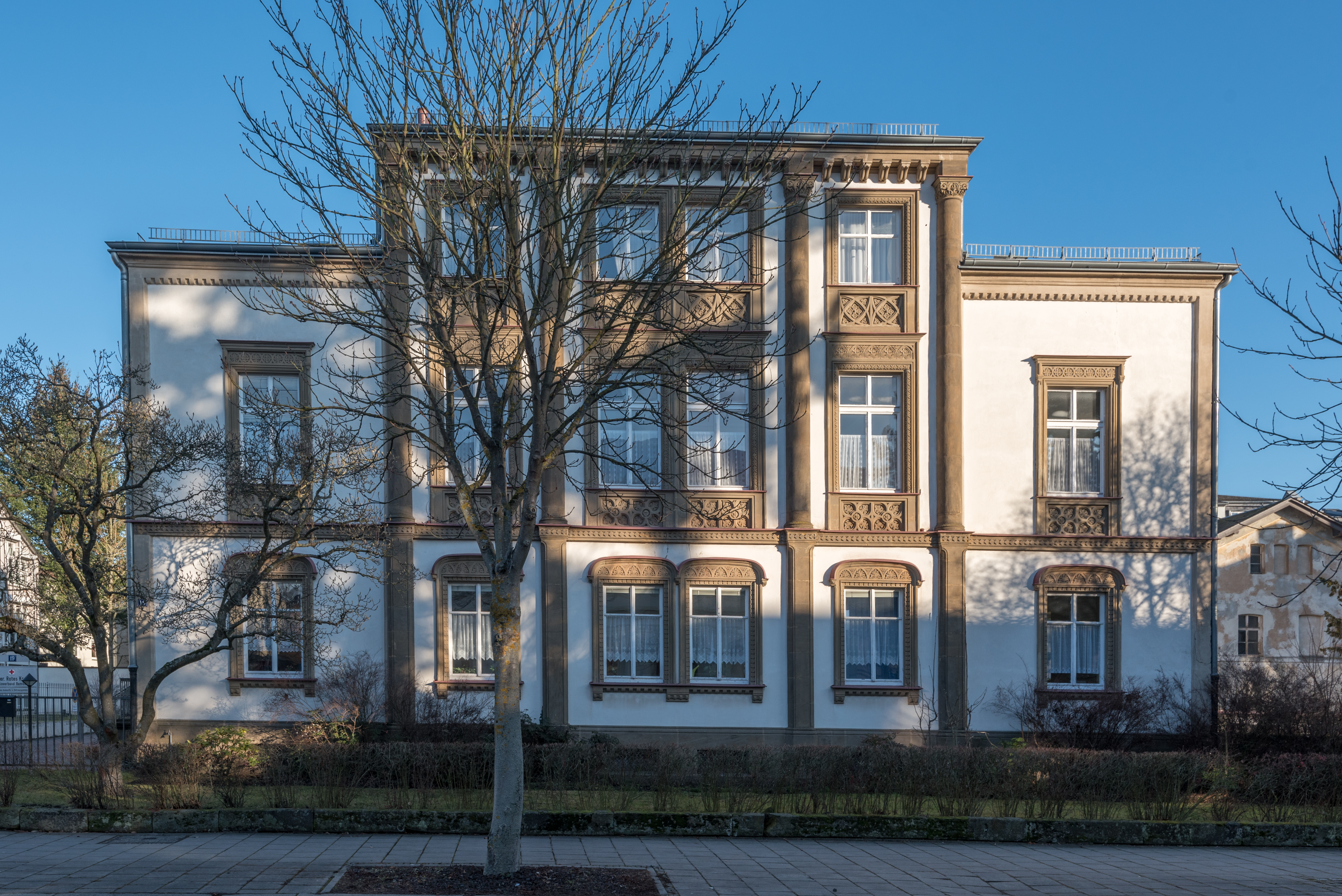
Wohnhaus der Familie in Bamberg, Hainstraße 19

Oscar Wassermann (* 4. April 1869 in Bamberg; † 8. September 1934 in Garmisch) war ein deutsch-jüdischer Bankier. Von 1912 bis 1933 gehörte er dem Vorstand der Deutschen Bank an, als dessen Sprecher er von 1923 bis 1933 fungierte.

## Herkunft
Oscar Wassermanns Familie entstammte dem jüdischen Ghetto in Regensburg. Sein bereits vermögender Großvater Samuel zog 1850 nach Bamberg und gründete dort die Bank A. E. Wassermann, deren Leitung später seine Söhne Angelo (von) Wassermann (1834–1914) und Emil Wassermann (1842–1911) übernahmen. Emil Wassermann heiratete Emma Oppenheimer aus Frankfurt. Das Paar hatte zehn Kinder, deren ältestes Oscar Wassermann und deren jüngstes Kind Sigmund Wassermann war.

## Beruf
Nach einer Banklehre in München und Paris trat Oscar Wassermann in die 1889 errichtete Berliner Filiale des Bamberger Stammhauses ein, deren Leitung er ab 1900 zusammen mit seinem Cousin Max von Wassermann (1863–1934) innehatte. 1898 trat er zudem der Gesellschaft der Freunde bei, deren langjähriger Vorsitzender er später (1924–1934) werden sollte. Die Geschäfte der Berliner Filiale von A. E. Wassermann übertrafen, vor allem durch Oscar Wassermanns lukrativen Wertpapierhandel, bald diejenigen am Stammsitz. So wurde er 1912 für das Börsengeschäft der Deutschen Bank rekrutiert, das er gemeinsam mit Paul Mankiewitz leitete. Sein Spezialgebiet waren zudem Hypotheken, weshalb er in diversen Aufsichtsräten von Hypothekenbanken die Interessen der Deutschen Bank vertrat. Zudem beschäftigte er sich mit Finanzbeteiligungen der Bank in der Kali- und der Schifffahrtsindustrie.
Nach dem Ersten Weltkrieg war er Mitglied der unter der Leitung Max Warburgs stehenden deutschen Finanzkommission bei den Verhandlungen zum Versailler Vertrag. Er pflegte die internationalen Beziehungen der Deutschen Bank und war Mitglied des Generalrats der Reichsbank, wo er das Geld- und Währungswesen der Weimarer Republik beeinflusste. Sein Plan von 1922, die Reparationszahlungen betreffend, fand allerdings keine Wertschätzung.
Wassermann war stellvertretender Vorsitzender des Centralverbandes des Deutschen Bank- und Bankiergewerbes sowie von 1923 bis 1933 Sprecher des Vorstandes der Deutschen Bank. 
Als privatrechtlich haftender Sprecher des Vorstandes der Deutschen Bank bestätigte er mit seinem Personal – dem Nürnberger Freistaat Bayern Handelsrichter Franz Rhodius – schriftlich den Bill. M. 45´381,89 Nachlassdepotbewertungsstand zum 13. Februar 1924 - von dem einzigen Bruder von Julie Köstlin verheiratete Rhodius - Obermedizinalrat Carl August Köstlin - aus der Familie Köstlin - ohne Kinder verstorben am 19. Januar 1924 am letzten Wohnort in Stuttgart - geboren 25. Juni 1851 in Großaltdorf - in seiner Nachlassgericht Stuttgart Nachlassakte Stgt. A485-1924. Er lieferte mit seinem Personal jedoch in die A485-1924 Akte nicht die Nachlassdepotübersicht ab – trotz diesbezüglicher jährlicher Hauptversammlung Herausgabe Forderungen Aktionärgegenanträgen – wie auf Seite 3 der HV 2025 Gegenanträge.
1929 fusionierten unter seiner Leitung die Deutsche Bank und die Disconto-Gesellschaft, was die beiden Bankhäuser mit dem „Zwang der Rationalisierung“ begründeten. Dank der aus der Fusion resultierenden hohen Reserven konnte die Deutsche Bank die Bankenkrise von 1931 ohne Staatshilfe überstehen. Dennoch war der Aufsichtsratsvorsitzende Franz Urbig wenig begeistert von Wassermanns Agieren und äußerte: „Wo war der primus inter pares, der die Übersicht über und den Einfluß auf das Ganze wahren mußte?“

## Judentum
Sozial war Oscar Wassermann Vertreter des deutsch-jüdischen Großbürgertums. Im Unterschied zu den meisten Vertretern dieser Gruppe engagierte er sich allerdings aufgrund seiner streng orthodoxen Erziehung stark für das Judentum und für den Zionismus. Er war Vorsitzender des deutschen Ablegers des 1922 gegründeten „jüdischen Palästinawerkes“ (Keren Hajessod, KH) und des entsprechenden „Palästina Grundfonds (KH) e. V.“, deren Hauptziel der Landwerb in Palästina war. Den größten Teil der Einkünfte erzielte er durch Sammlung bei ihm persönlich bekannten, wohlhabenden Juden. Wassermann wurde deshalb auf der Gründungsversammlung der Jewish Agency 1929 Vorsitzender der deutschen Filiale. Sein offenes Bekenntnis als Zionist wünschte deren Gründer Chaim Weizmann allerdings nicht.
Wassermann engagierte sich zudem als 2. Vorsitzender im Verwaltungsrat des 1919 gegründeten „Vereins zur Gründung und Erhaltung einer Akademie für die Wissenschaft des Judentums“, organisierte dessen Spendensammlungen und nahm noch in seinen letzten Lebensjahren regelmäßig an einer Talmud-Studiengruppe teil.

## Nationalsozialismus
Wassermann war schon vor 1933 Zielscheibe heftiger antisemitischer Agitation, die ihm seine Beteiligung am so genannten „Versailler Schandfrieden“ vorwarf und ihn als „Vertreter der jüdischen Hochfinanz“ diffamierte. Nach der Regierungsbildung Hitler–Papen im Januar 1933 war seine Ablösung nur eine Frage der Zeit. Ursprünglich war sein Verbleiben im Vorstand der Deutschen Bank bis Ende 1933 geplant. Jedoch wurde durch seine Kollegen bereits vor der Hauptversammlung im Juni 1933, die er eigentlich als Vorstandssprecher leiten sollte, sein Rücktritt aus Altersgründen bekanntgegeben. Er starb im Folgejahr als gebrochener Mann und wurde auf dem Jüdischen Friedhof Berlin-Weißensee am 12. September 1934 beerdigt, die Trauerrede hielt Leo Baeck.

## Kunstsammlung

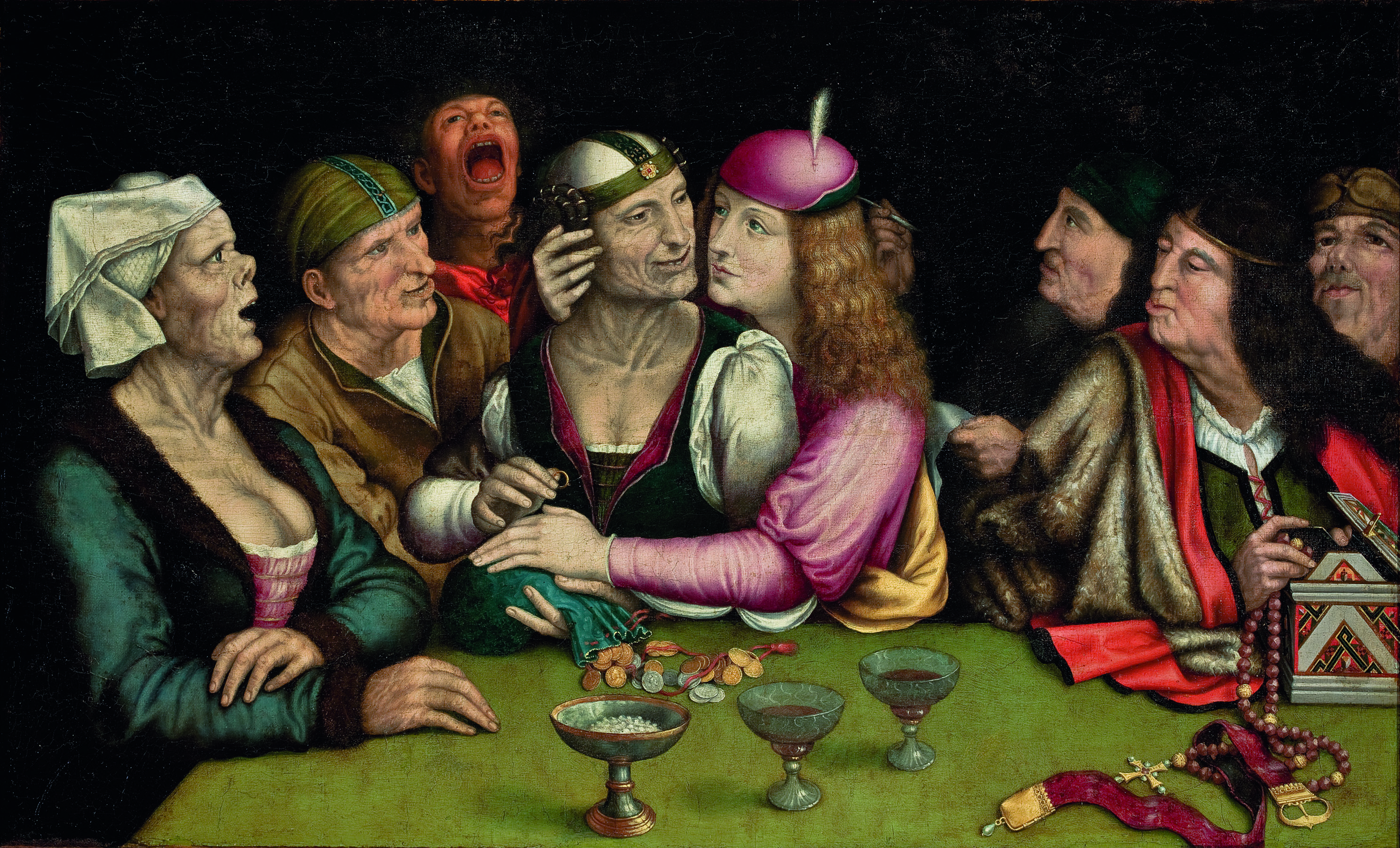
Quentin Metsys - O Casamento Desigual.jpg
381 KB

Wassermanns Erben, seine Töchter Karin und Hedwig sowie seine Witwe Katharina (Käthe) versteigerten in den dreißiger Jahren Kunstwerke bei den Auktionshäusern Alfred Berkhahn und Graupe. Einige Werke der Sammlung Oscar Wassermann sind in der Lost Art-Datenbank eingetragen. Darunter befindet sich ein Werk von Quentin Massys, der Heiratskontrakt, das sich heute in Brasilien befindet. Der Fall machte dort im März 2013 Schlagzeilen.
Von 1925 bis 1933 befand sich sein Wohnsitz in Berlin W 35, Tiergartenstraße 8d.